# Wayne Hennessey
Wayne Hennessey (Bangor, Gales, 24 de enero de 1987) es un exfutbolista británico que jugaba de portero. Además, fue internacional con la selección de fútbol de Gales.

## Trayectoria
Hennessey, que nació en Bangor, Gwynedd y creció en Beaumaris, Anglesey, estudió en el Ysgol David Hughes y en 2001 se cambió al Connah's Quay High School. Hennessey entrenó con el Manchester City pero se fue en 2003 y se unió a la academia del Wolverhampton Wanderers. Tras mostrar un buen desempeño, firmó contrato en 2005 a los 18 años.
Luego de estar en el equipo juvenil y alternar en la reserva de los Wolves' en la temporada 2005–06, Hennessey fue prestado al Bristol City en julio de 2006 para así ganar experiencia en el primer equipo. Sin embargo, regresó al Wolverhampton tras la lesión del titular Matt Murray. Volvió a Bristol City en agosto del mismo año 2006, esta vez fue prestado por un mes. Sólo tuvo dos participaciones y regresó a su club de origen por una lesión al brazo.

### Stockport County
Para ganar experiencia, en enero de 2007 Hennessey se unió al Stockport County de la League Two por un mes. En su debut profesional ante el Boston United, mantuvo su valla invicta; tras cinco partidos sin recibir goles, extendió su contrato por un mes más.
Estableció un récord de nueve partidos seguidos con victorias y con la valla invicta en la Football League. Stockport rompió el récord tras 119 años cuando derrotaron al Swindon Town por 3–0 el 3 de marzo de 2007. Tras este logro, fue nombrado Jugador del mes de la League Two por febrero de 2007. Su récord duró 857 minutos desde su debut ante el Boston el 13 de enero de 2007 hasta que Oliver Allen del Barnet le anotó el 10 de marzo de 2007. Por ende, no concedió goles en nueve partidos y medio.

### Wolverhampton
Hennessey volvió a los Wolves en abril de 2007 luego de otra lesión de Matt Murray pero estuvo en la banca de suplentes durante varios encuentros. Cuando Murray se lesionó del hombro en vísperas de la primera llave de la semifinal de la Championship ante el local West Bromwich, Hennessey entró y debutó con los Wolves.
Con Murray descartado para el resto de la temporada 2007-08, Hennessey finalmente se estableció como el titular y participó en toda la liga. Alargó su contrato hasta verano de 2012.
Se ubicó en el puesto 22 del Top 50 de futbolistas de la Football League según la revista FourFourTwo, fue nombrado en el equipo de la Championship del año en 2008 y jugador del Wolverhampton de la temporada 2007-08.
La temporada 2008–09 inició con un firme Hennessey y con los Wolves consiguiendo ocho victorias en sus primeros nueve partidos de liga. Este gran inicio acabó cuando perdieron ante el Reading por 3–0 con un autogol del mismo Wayne. Poco después el entrenador Mick McCarthy lo sentó citando una "fatiga mental". Carl Ikeme de la reserva se ganó el puesto por un cierto período de tiempo. Wayne volvió a la titularidad por el resto de la temporada que acabó con el ascenso de los Wolves a la Premier League.
Hennessey fue el titular en el inicio de la temporada 2009–10 y logró su aparición número 100 con el club en el empate 2–2 ante el Stoke City en octubre de 2009. Luego de recibir cuatro goles en dos partidos seguidos, fue reemplazado por el experimentado Marcus Hahnemann y permaneció en la banca por el resto de la temporada. Los Wolves se salvaron del descenso.
Extendió su contrato hasta verano de 2015.

### Crystal Palace
A principios del año 2014 se confirmó su traspaso al Crystal Palace por un montante de 3 millones de libras.

### Burnley
Se incorporó temporalmente al Burnley Football Club en 2021.

### Nottingham Forest
En 2022 fichó por el Nottingham Forest.

## Selección nacional
Ha sido internacional con la selección de fútbol de Gales con la cual ha disputado 109 partidos. Su debut se produjo el 26 de mayo de 2007 en un amistoso que culminó en empate ante Nueva Zelanda. Desde entonces se estableció como el portero titular de la selección nacional, alcanzando el centenar de internacionalidades el 29 de marzo de 2022 en un amistoso ante República Checa.
También representó a su país en las selecciones inferiores sub-17, sub-19 y sub-21. Hubo una ocasión en la que marcó un gol mientras se encontraba en la selección sub-19 tras un tiro libre de 35 metros ante Turquía.
Antes de que comenzara la Copa Mundial de Fútbol de 2022, Hennessey dijo que el lugar como portero titular de Gales estaba en disputa, ya que había jugado más partidos internacionales. pero el Nottingham Forest rara vez lo usaba, mientras que Danny Ward jugaba regularmente y se desempeñaba bien en el Leicester City. Durante el segundo partido del grupo contra Irán, Hennessey fue expulsado con cuatro minutos para el final por una falta contra Mehdi Taremi mientras el partido estaba sin goles; luego, cuando Danny Ward cayó al suelo; Gales logró la derrota por 2-0 a favor de Irán con un gol tardío del defensa Rouzbeh Cheshmi en el minuto 90+8. De hecho, Hennessey se convirtió en el tercer portero en la historia de la Copa Mundial de la FIFA en ser expulsado, después de Gianluca Pagliuca en 1994 e Itumeleng Khune en 2010. Gales perdió 2-0. Hennessey se convertiría en el único jugador en recibir una tarjeta roja directa en la Copa Mundial de Fútbol de 2022, los otros jugadores que fueron expulsados en un torneo recibieron dos tarjetas amarillas en un partido.
Es primo del también internacional galés en la década de 1960, Terry Hennessey.

## Clubes
| Club                            | País       | Año       |
| ------------------------------- | ---------- | --------- |
| Wolverhampton Wanderers F. C.   | Inglaterra | 2006-2014 |
| Bristol City F. C. (cedido)     | Inglaterra | 2006      |
| Stockport County F. C. (cedido) | Inglaterra | 2007      |
| Yeovil Town F. C. (cedido)      | Inglaterra | 2013      |
| Crystal Palace F. C.            | Inglaterra | 2014-2021 |
| Burnley F. C.                   | Inglaterra | 2021-2022 |
| Nottingham Forest F. C.         | Inglaterra | 2022-2024 |
| Nottingham Forest F. C.         | Inglaterra | 2025      |